# Igor Zakurdaev
Igor Valeryevich Zakurdaev (en russe : Игорь Валерьевич Закурдаев), né le 26 janvier 1987 à Ridder, est un skieur alpin kazakh.

## Biographie
Il fait ses débuts dans la Coupe du monde en décembre 2010 à Val Gardena et y compte huit départs durant sa carrière. Il prend part à cinq éditions des Championnats du monde entre 2009 et 2017, sans signer de top 30. En 2017, il est le seul représentant kazakh en disciplines de vitesse, dont il est spécialiste.
Sur les Jeux olympiques, qu'il participe en 2010, 2014, et 2018, son meilleur résultat est 26e du super-combiné en 2014 à Sotchi.

## Palmarès

### Jeux olympiques d'hiver
| Épreuve / Édition | Vancouver 2010 | Sotchi 2014 | Pyeongchang 2018 |
| Descente          | 50e            | 33e         | 39e              |
| Super G           | 43e            | 44e         | 41e              |
| Slalom géant      | 51e            | -           | 51e              |
| Super combiné     | 33e            | 26e         | 31e              |
| Slalom            | 38e            | -           | Abandon          |

### Championnats du monde
| Épreuve / Édition       | Val d'Isère 2009 | Garmisch-Partenkirchen 2011 | Schladming 2013 | Beaver Creek 2015 | Saint-Moritz 2017 |
| Descente                | –                | 42e                         | 35e             | 42e               | 49e               |
| Super G                 | 45e              | 35e                         | 54e             | 47e               | 47e               |
| Slalom géant            | Abandon          | -                           | -               | 52e               | 45e               |
| Slalom                  | 34e              | -                           | -               | Abandon           |                   |
| Combiné / Super combiné | –                | -                           | Abandon         | Abandon           | 41e               |

### Coupe du monde
- Meilleur résultat : 40e.

### Jeux asiatiques
- Astana/Almaty 2011 : 
  -  Médaille d'or du super G.
  -  Médaille d'argent du super-combiné.
  -  Médaille d'argent de la descente.